# Gabriel Bacquier
Gabriel Augustin-Raymond-Théodore-Louis Bacquier (ur. 17 maja 1924 w Béziers, zm. 13 maja 2020 w Lestre w departamencie Manche) – francuski śpiewak operowy, baryton.

## Życiorys
Ukończył studia w Konserwatorium Paryskim. W 1950 roku został zaangażowany do zespołu operowego Joségo Beckmana. W latach 1953–1956 związany był z Théâtre Royal de la Monnaie w Brukseli. Od 1956 do 1958 roku śpiewał w Opéra-Comique w Paryżu. W latach 1958–1981 był pierwszym barytonem Opery Paryskiej. Gościnnie występował w Operze Wiedeńskiej, Covent Garden Theatre, La Scali i Metropolitan Opera. Od 1960 do 1989 roku regularnie gościł na festiwalu w Aix-en-Provence. W 1975 roku został odznaczony orderem kawalera Legii Honorowej. Ponadto odznaczony krzyżem oficerskim Orderu Narodowego Zasługi oraz krzyżem oficerskim Orderu Sztuki i Literatury.
Zasłynął rolami w operach W.A. Mozarta (hrabia Almaviva w Weselu Figara, Don Giovanni w Don Giovannim), a także jako Scarpia w Tosce, Escamillo w Carmen, Falstaff w Falstaffie. Dokonał licznych nagrań płytowych.